# Matthieu Lahaye

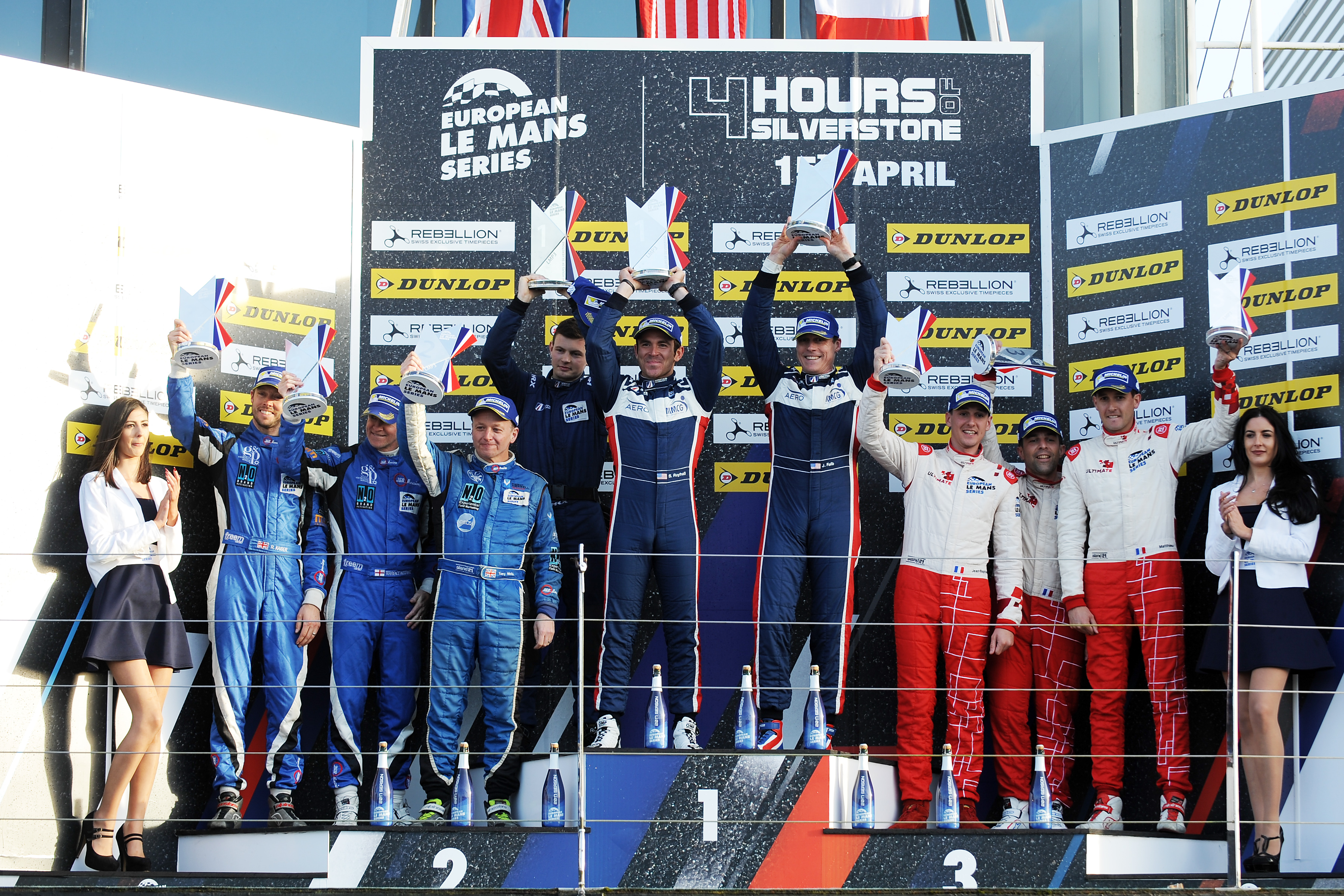
Matthieu Lahaye (rechts außen) am Siegerpodest der LMP3-Klasse beim 4-Stunden-Rennen von Silverstone 2017

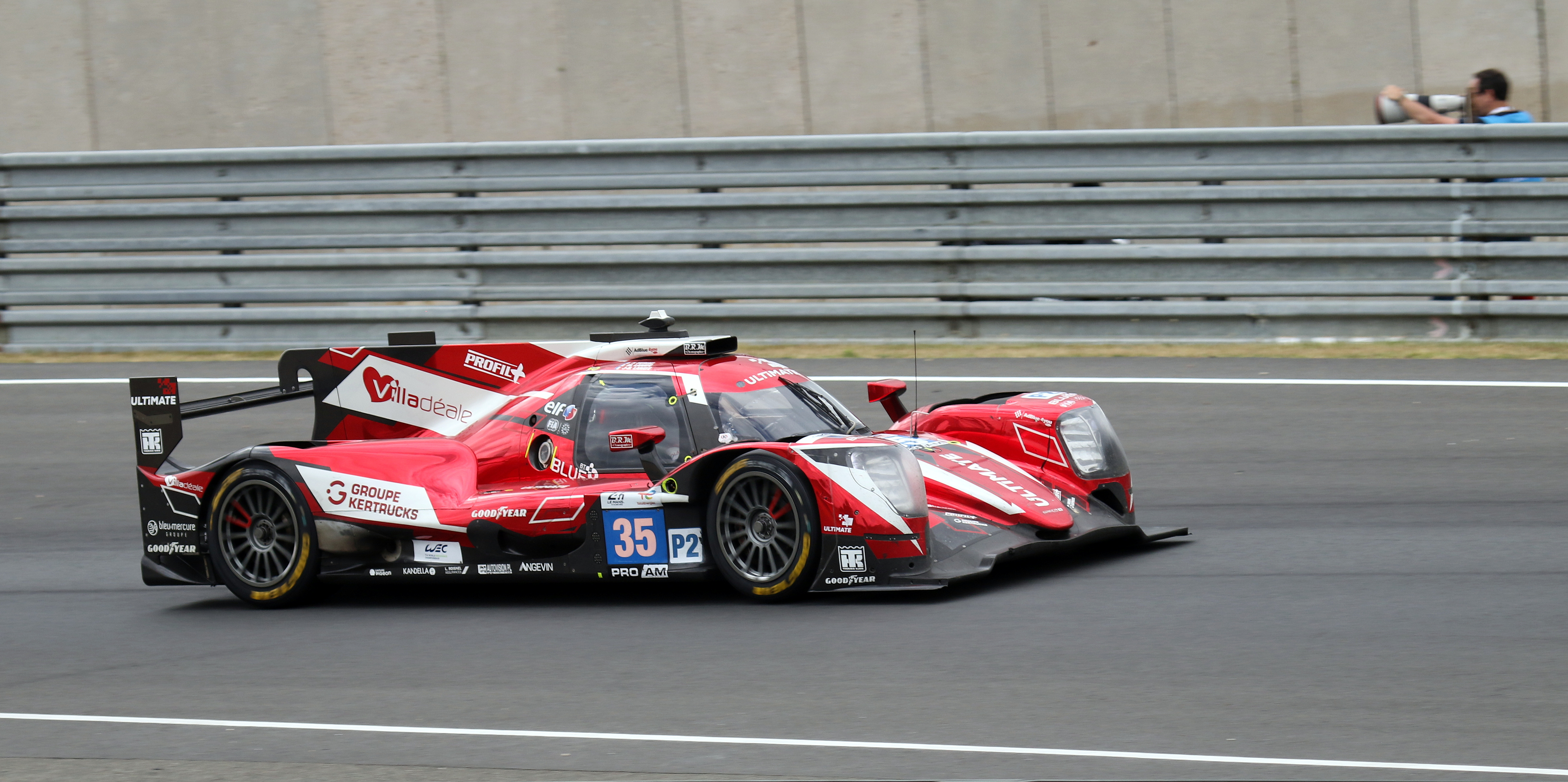
Der von Matthieu Lahaye beim 24-Stunden-Rennen von Le Mans 2022 gefahrene Oreca 07

Matthieu Joseph Lahaye (* 23. November 1984 in Rennes) ist ein französischer Autorennfahrer und der ältere Bruder von Jean-Baptiste Lahaye. 

## Karriere im Motorsport
Nach Anfängen im Kartsport, wo Lahaye von 1995 bis 2001 aktiv war, stieg er 2002 in den Monopostosport ein und wurde im selben Jahr Gesamtzweiter in der französischen Formel-Ford-Meisterschaft. Nach zwei Jahren in der Formel Renault wechselte er 2005 in den Touren- und Sportwagensport. 
Zwischen 2005 und 2008 ging er in der Eurocup Mégane Trophy an den Start. Die beste Schlussplatzierung in dieser Rennserie war der zweite Endrang hinter Jaap van Lagen 2006. 2008 kehrte er zu Saulnier Racing, dem Rennstall von Serge Saulnier zurück. Für die Rennmannschaft war er schon während seiner Monopostozeit aktiv gewesen; nun ging er für das Team in diversen Le-Mans-Rennserien ins Rennen. Er fuhr ab 2008 in der European Le Mans Series und gewann 2009 gemeinsam mit Jacques Nicolet und Richard Hein auf einem Pescarolo 01 die LMP2-Endwertung der Asian Le Mans Series.
2008 gab er sein Debüt beim 24-Stunden-Rennen von Le Mans, wo er auf bisher vier Rennteilnahmen kam. Zweimal beendete er das Rennen am Siegerpodest der LMP2-Klasse. 2008 wurde er gemeinsam mit Cheng Cong Fu und Pierre Ragues Klassendritter (18. im Gesamtklassement). 2010 beendete er das Rennen als Partner von Guillaume Moreau und Jan Charouz als Gesamtsiebter. Auf den Klassensieg, den Nick Leventis, Danny Watts und Jonny Kane auf einem HPD ARX-01C einfuhren, fehlten im Ziel sechs Runden.
In den 2010er-Jahren folgen weitere Einsätze in der Le Mans Series und im International GT Open. Seit 2013 beschränken sich seine Engagements auf ein unregelmäßiges Antreten in der V de V-Michelin-Endurance-Series. Ab 2013 startete er wieder regelmäßig in der Le Mans Series.

## Statistik

### Le-Mans-Ergebnisse
| Jahr | Team              | Fahrzeug     | Teamkollege          | Teamkollege     | Platzierung | Ausfallgrund |
| ---- | ----------------- | ------------ | -------------------- | --------------- | ----------- | ------------ |
| 2008 | Saulnier Racing   | Pescarolo 01 | Cheng Cong Fu        | Pierre Ragues   | Rang 18     |              |
| 2009 | OAK Racing        | Pescarolo 01 | Guillaume Moreau     | Karim Ajlani    | Ausfall     | Defekt       |
| 2010 | OAK Racing        | Pescarolo 01 | Guillaume Moreau     | Jan Charouz     | Rang 7      |              |
| 2012 | OAK Racing        | Morgan LMP2  | Jacques Nicolet      | Olivier Pla     | Ausfall     | kein Öldruck |
| 2021 | Association SRT41 | Oreca 07     | Takuma Aoki          | Nigel Bailly    | Rang 32     |              |
| 2022 | Ultimate          | Oreca 07     | Jean-Baptiste Lahaye | François Hériau | Rang 48     |              |

### Sebring-Ergebnisse
| Jahr | Team       | Fahrzeug     | Teamkollege   | Teamkollege      | Platzierung | Ausfallgrund |
| ---- | ---------- | ------------ | ------------- | ---------------- | ----------- | ------------ |
| 2011 | OAK Racing | Pescarolo 01 | Pierre Ragues | Guillaume Moreau | Ausfall     | Mechanik     |
| 2012 | OAK Racing | Morgan LMP2  | Olivier Pla   | Jacques Nicolet  | Rang 5      |              |

### Einzelergebnisse in der FIA-Langstrecken-Weltmeisterschaft
| Saison | Team              | Rennwagen   | 1   | 2   | 3   | 4   | 5   | 6   | 7   | 8   |
| ------ | ----------------- | ----------- | --- | --- | --- | --- | --- | --- | --- | --- |
| 2012   | OAK Racing        | Morgan LMP2 | SEB | SPA | LEM | SIL | SAO | BAH | FUJ | SHA |
| 2012   | OAK Racing        | Morgan LMP2 | 5   | 17  | DNF | 13  | 10  | 11  | 10  | 9   |
| 2021   | Association SRT41 | Oreca 07    | SPA | POR | MON | LEM | BAH | BAH |     |     |
| 2021   | Association SRT41 | Oreca 07    | 32  |     |     |     |     |     |     |     |
| 2022   | Ultimate          | Oreca 07    | SEB | SPA | LEM | MON | FUJ | BAH |     |     |
| 2022   | Ultimate          | Oreca 07    | 13  | 19  | 48  | 11  | 16  | 15  |     |     |